# Віолета Мануші
Віолета Мануші (6 березня 1926 — 26 липня 2007) — албанська акторка. Народна артистка
Албанії. Закінчила Вищу школу Кемаль Стафа.

## Вибіркова фільмографія
- Тана (1958)
- Слід (1970)
- Горе пані Шнейдер (2008)